# 戲炬獎
戲炬獎，由憑舞台諮詢與服務於2001年設立，藉此給予本地中文戲劇工作者表揚及鼓勵。 2007年正式授權予隆雪戲劇互動空間主辦戲炬獎頒獎典禮。
戲炬獎是大馬中文戲劇唯一純舞台戲劇的頒獎禮，也是本地中文戲劇界的一大盛事，讓來自全國各地的劇團，戲劇工作者，劇迷和各界人士一起參與其盛，給予肯定及見證舞台戲劇藝術水平的提升。
歷屆戲炬獎都得到很高的評價，不但吸引電視和平面媒體的相爭報導，各界名人、電視藝人、電台DJ、電視主持等也應邀參與其盛。此外，戲炬獎也得到多位部長的支持與祝賀，包括前文化藝術及文物部副部長拿督胡亞橋、前青年及體育部副部長拿督翁詩傑,拿督廖中萊，前任文化部副部長拿督黃錦鴻以及前旅遊部副部長拿督黃燕燕醫生。

## 簡介

### 戲炬獎意義
憑舞台諮詢與服務，是一個推動本地中文劇運的非盈利機構，集合了本地傑出、資深的劇場界元老級人馬一齊開墾、播種。於2001年設立憑舞台戲劇獎，藉此給予本地中文戲劇工作者一個肯定及鼓勵。 2004年，憑舞台戲劇獎正名為戲炬獎。

### 宗旨
1 表揚劇場工作者不拘名利的奉獻。

2 鼓勵和認同個人或團體對劇場無私付出。

3 匯集戲劇界，共同推展戲劇的可塑性。

4 成為年度的頒獎活動，參與範圍逐漸開放於大馬劇團。

5 展現戲劇精神。

### 戲炬獎名稱
‘戲炬’取自‘戲劇’的諧音。‘炬’為火炬，代表熱情燃燒的火把，烈火不熄。火炬更有‘傳承’的意義，意味著民間戲劇藝術薪火相傳。另，‘炬’諧音‘具’，取‘面具’的意思。面具古時稱面譜，而面譜一直以來都是像徵著‘戲’的圖騰。因此，‘戲炬’有著‘戲劇’，‘火炬’，‘面具’的三種詮釋。

### 戲炬獎獎杯
獎杯的整體設計取自‘火’的造型，而火中有面譜的圖案，是‘火炬’與‘面譜’的結合，象徵著戲劇藝術燃燒成一把熊熊烈火，生生不息。
火炬是一個耀眼的焦點，‘戲炬獎’是劇場界年度努力的目標。
奖杯设计者：趙偉斌 WeiBin -update by pingstage （页面存档备份，存于）

### 獎項
年度最佳戲劇
年度最佳導演
年度最佳原創劇本
年度最佳改編劇本
年度最佳男主角
年度最佳女主角
年度最佳男配角
年度最佳女配角
年度最佳新人
年度最佳舞台美術設計
年度最佳造型設計
年度最佳燈光設計
年度最佳原創配樂（所有歌曲， 音效和配樂都必須原創）
年度最佳整體演出 
另外還有不定期頒布的-幕后精英奖*

### 近期頒獎典禮
《第十九届戏炬奖颁奖典礼 》19th ADA Drama Awards – The Grey Box, GMBB
相關連結
https://fukan.my/event/19th-ada-drama-awards-20240518/ （页面存档备份，存于）